# Suspekt (album)
Suspekt er debutalbummet fra gruppen Suspekt fra 1999. 

## Spor
1. "Tabu Kumpaner"
2. "Ingen Samvittighed"
3. "Intensiv"
4. "Vi Ved Besked" feat. Kælderposen
5. "Cleopatra"
6. "Luder"
7. "Farezonen" feat. Sidste Niveau
8. "Fatale Konzekvenza"
9. "Opskriften"
10. "Suspex-files"
11. "Stive Soldater" feat. Kælderposen & Clemens
12. "Energi"
13. "Hævn"
14. "Alarm"